# The Return of Roger Miller
Albums de Roger Miller
Roger and Out
(1964) The 3rd Time Around
(1965)
Singles
1. King of the Road
Sortie : janvier 1965
2. Do-Wacka-Do
Sortie : 1965
3. You Can't Roller Skate in a Buffalo Herd
Sortie : 1966

The Return of Roger Miller est le deuxième album studio de l'auteur-compositeur et chanteur de country américain Roger Miller. Il est sorti en janvier 1965.
Aux États-Unis, l'album a atteint la 2e place du classement Top Country Albums de Billboard et la 4e place du Billboard 200. (Il a paru dans le Billboard 200 la semaine du 6 février 1965 et a atteint la 4e place pour la semaine du 17 avril.)

## Liste des pistes
| No  | Titre                                    | Durée |
| --- | ---------------------------------------- | ----- |
| 1.  | Do-Wacka-Do                              | 1:45  |
| 2.  | Atta Boy Girl                            | 1:54  |
| 3.  | Reincarnation                            | 1:58  |
| 4.  | That's the Way It's Always Been          | 1:33  |
| 5.  | As Long as There's a Shadow              | 2:03  |
| 6.  | Hard Headed Me                           | 2:32  |
| 7.  | Ain't That Fine                          | 2:31  |
| 8.  | King of the Road                         | 2:28  |
| 9.  | You Can't Roller Skate in a Buffalo Herd | 1:48  |
| 10. | Our Hearts Will Play the Music           | 1:59  |
| 11. | Love Is Not for Me                       | 2:11  |
| 12. | In the Summertime                        | 1:44  |
| 13. | There I Go Dreamin'                      | 1:53  |

## Classements
| Classement (1965)          | Meilleure position |
| -------------------------- | ------------------ |
| États-Unis (Billboard 200) | 4                  |